# オカ (植物)
オカ（スペイン語：oca、学名：Oxalis tuberosa）は、カタバミ科カタバミ属の多年草。南アメリカ大陸原産。肥大化した地下茎（塊茎）は食用となり、アンデス山脈においてジャガイモに次ぐ重要な芋類として栽培されている。

## 特徴

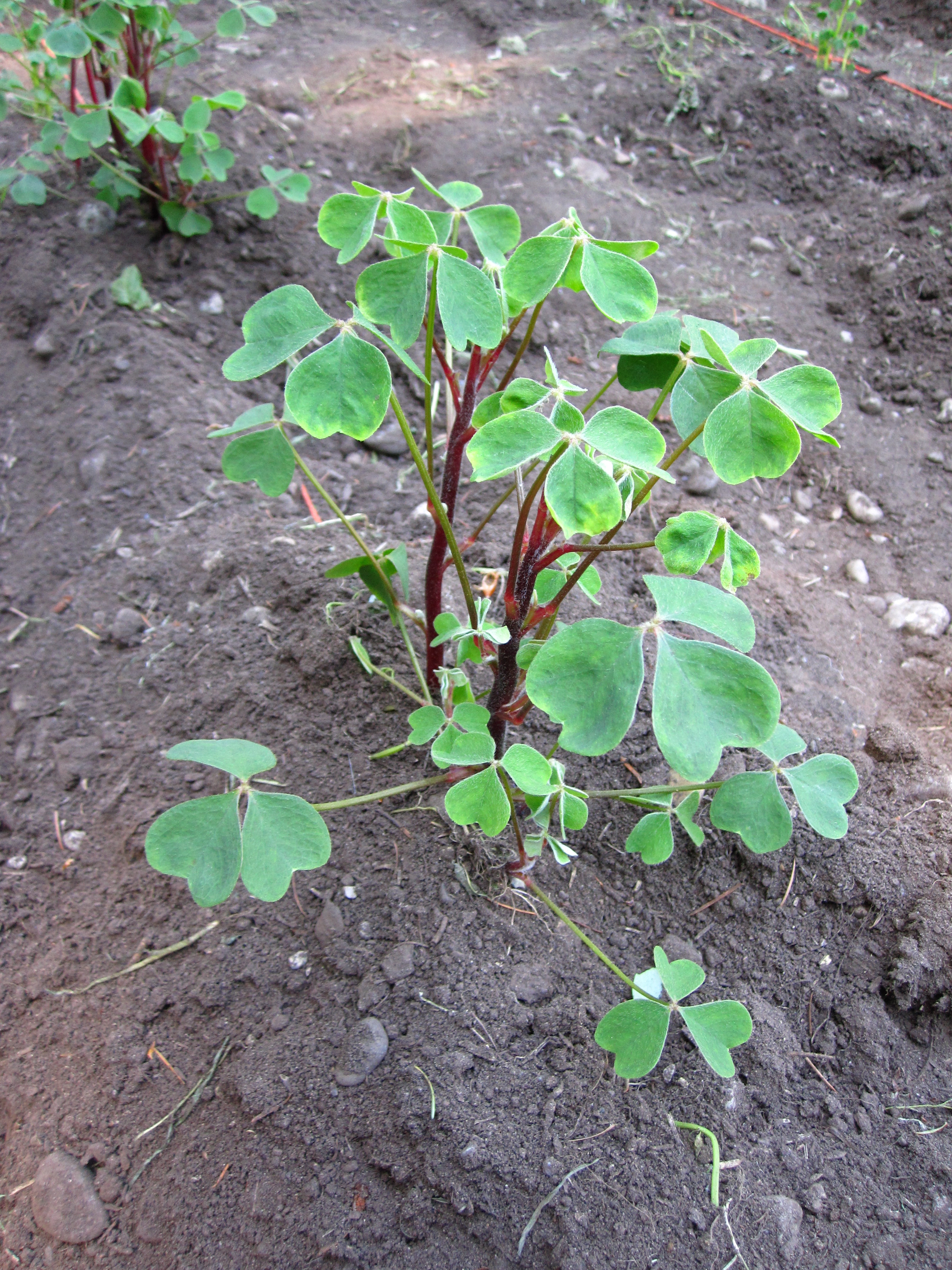
畑に植えられた若いオカ

### 形態
草丈は25～30cm。地上茎は直立し、赤みがかった主茎を中心に盛んに分枝し、それぞれの頂にカタバミ属に特有の三出複葉がつく。地下茎はこぶ状に肥大化して塊茎となり、白・黄・赤・紫など様々な色がある。野生種は夏に花茎を伸ばし、散形に黄色の花を複数咲かせるが、品種改良を経た栽培品種の多くは花をつけない。

### 分布
南アメリカ大陸のペルー・コロンビア原産。塊茎が食用になり、耐寒性もあることから人間の農業栽培によって分布を広げ、ベネズエラからアルゼンチン北部にかけてのおおよそ3000メートル級の高地を中心に広く栽培されている。かつて1860年代からニュージーランドに食糧として導入された歴史があるが、現在では南アメリカ大陸以外の地域ではほとんど栽培されていない。

## 農作物・食品としてのオカ

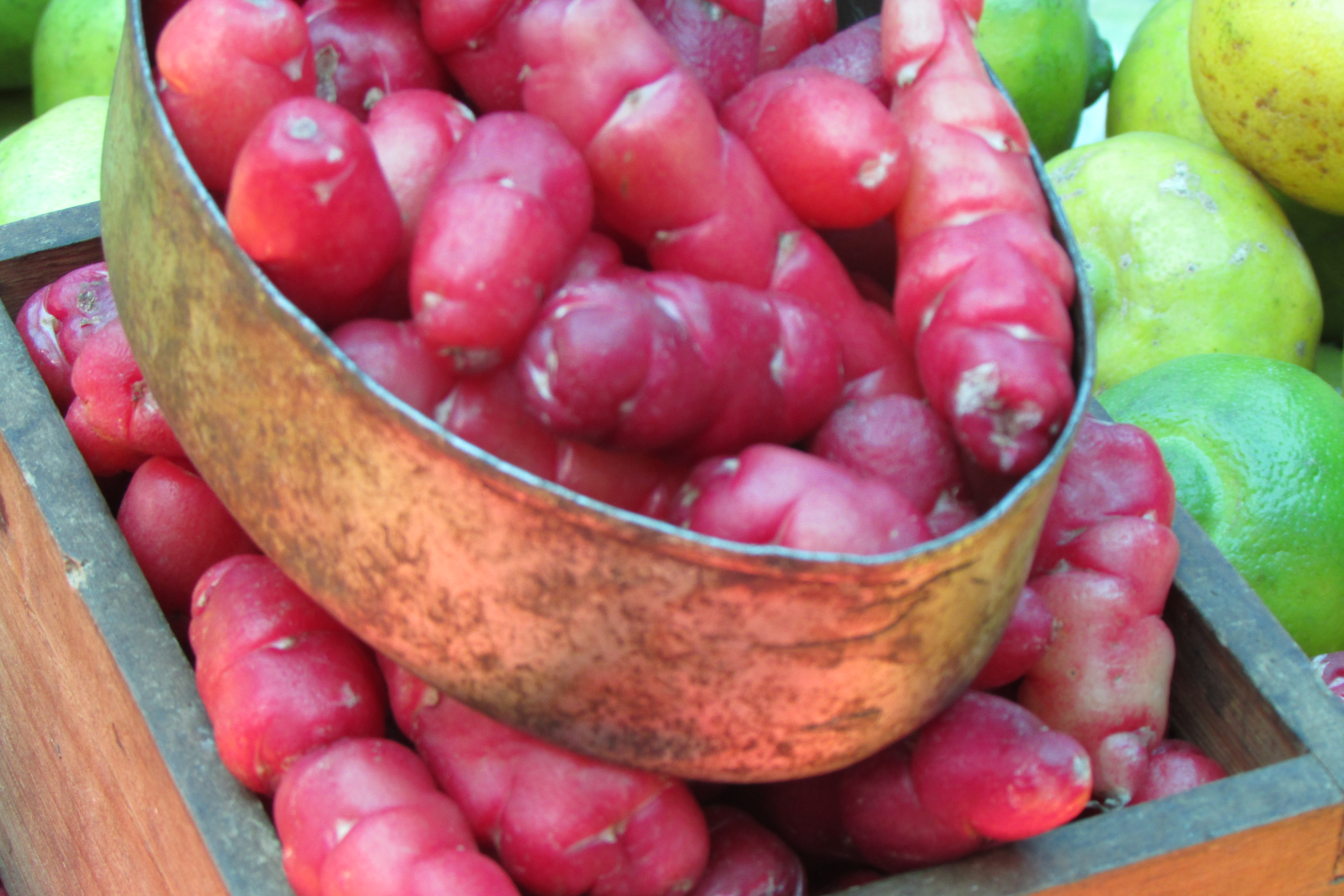
市場に並んだ赤色のオカ

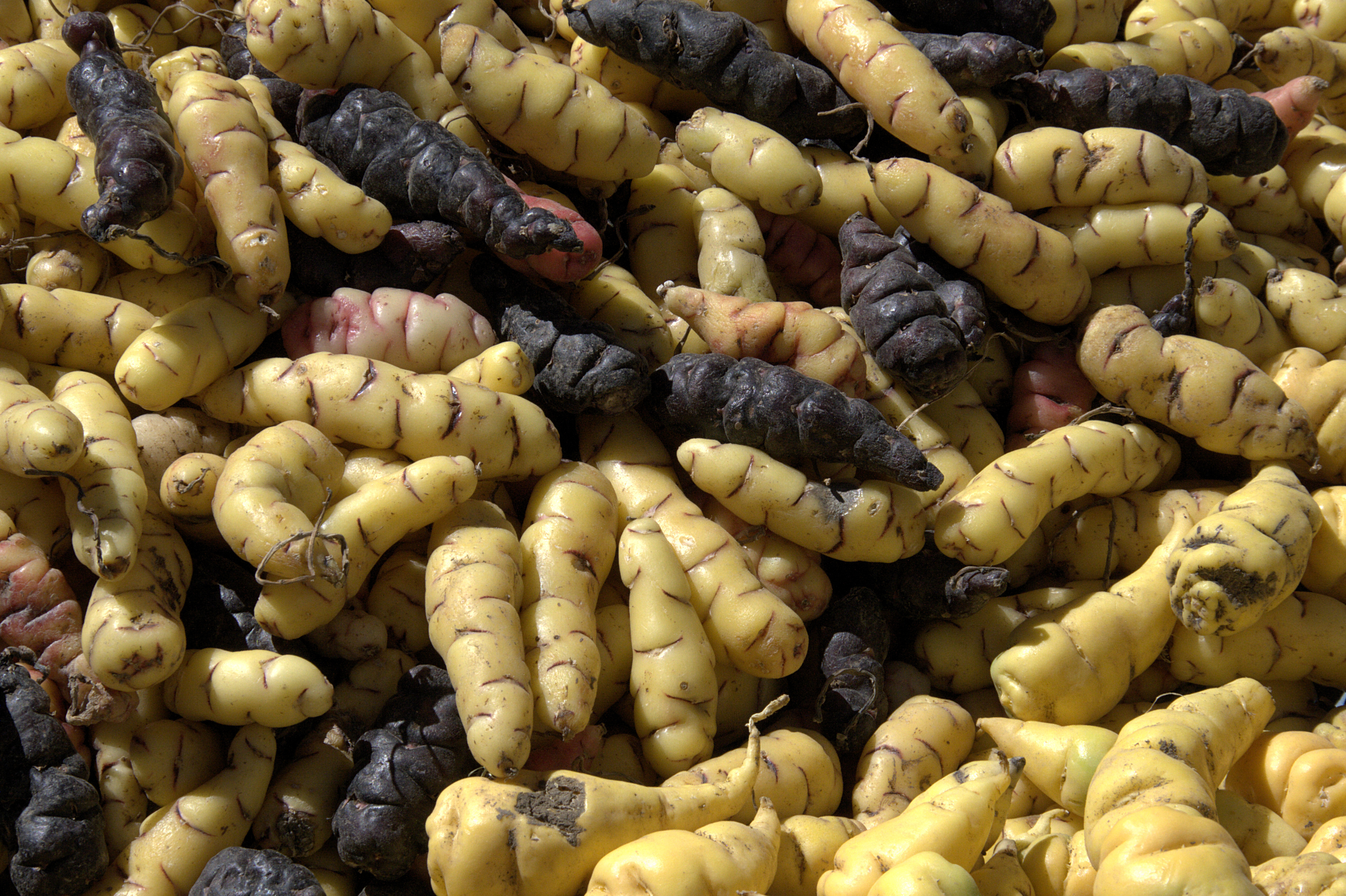
黄色と暗紫色のオカ

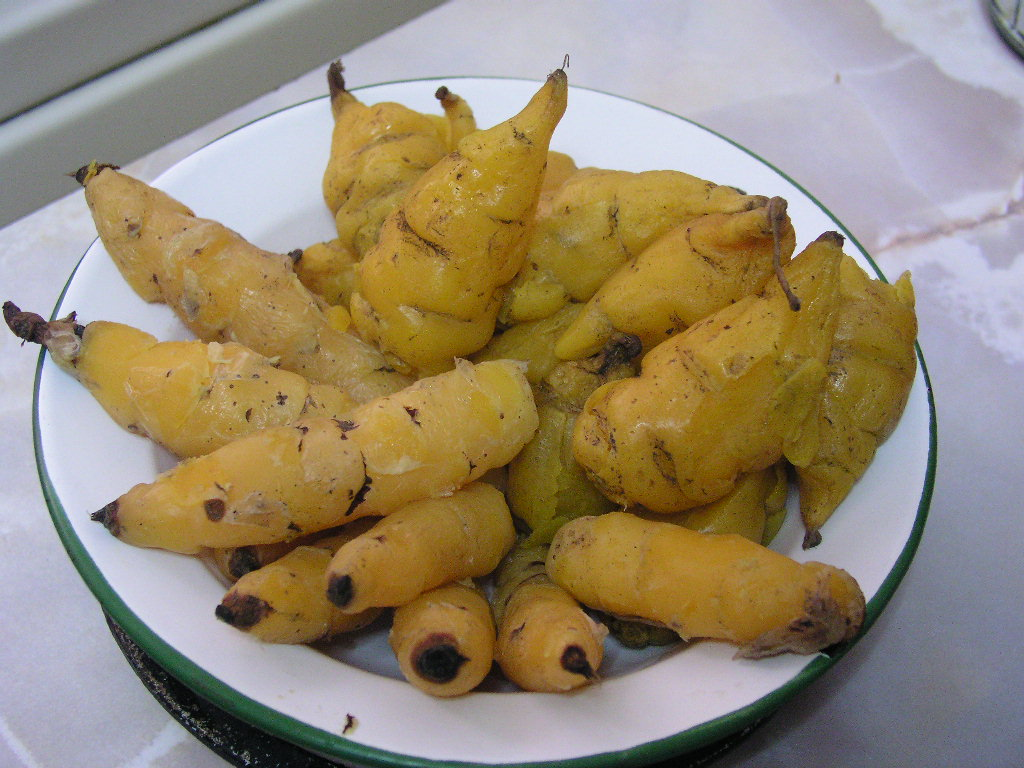
調理済みの茹でたオカ（手前）。奥の涙滴形の根菜はノウゼンハレン科のマシュア（Tropaeolum tuberosum）

### 栽培法・栽培史
農業栽培においては、春に塊茎を浅く植え付ける。地上部が育つにつれて盛り土を行い、地下の塊茎の分裂・成長を促す。約8か月で成熟し、秋から初冬に収穫する。冬季は翌年の植え付け用の塊茎を砂で覆って保存する。春の晩霜と秋の早霜には注意が必要で、場合によりビニールトンネル等での保護を行う。虫害としてはゾウムシによる食害が挙げられ、病害としては不完全菌の一種により黒色球形の病斑を生じ、地際茎や地下部が腐敗して茎枯れや枯死に至る「炭腐病」が報告されている。栽培史はスペインによる植民地化以前のアンデス文明に遡り、チチカカ湖北岸にはインカ帝国時代に整備された150段以上のオカの段々畑があり現在も耕作に用いられている。食味の向上やシュウ酸に由来するえぐ味の軽減を目指して積極的な品種改良が行われた結果、現在では様々な色の塊茎を持つ品種が栽培されている。

### 栄養価
生のオカは約85%の水分と、炭水化物、少量のタンパク質を含む。栄養素として、100g中に一日の必要摂取量の20%以上のビタミンA・ビタミンC、必要摂取量の10～19%のビタミンB6・カリウム・食物繊維などを含む。

### 加工・調理法
多くの品種のオカはシュウ酸によるえぐ味のためそのままでは食べられず、調理の前にあらかじめ下茹でしてアク抜きを行う必要がある。茹でるだけでは食べられないほどアクの強いオカは加工品にされる。比較的アクの強くないオカを数日間天日干しにしてデンプンの糖化を促したカウィ（kawi）は甘く、しばしば生食される。他に、ジャガイモで作るチューニョと同様に露天で自然凍結と解凍を繰り返したのち、足で踏んで水分を抜き天日干しにしたワニャカーヤ（wañakaya）、自然凍結と解凍ののち水に晒し、その後天日干しにしたウマカーヤ（umakaya）などの保存食がある。
加熱調理する場合は皮をむかずに調理し、塩茹で、揚げ物、スープ、煮込みなどに用いる。パチャマンカと呼ばれる石蒸し調理の素材にもされる。大学芋のように飴をからめてもよい。また葉は生でサラダに加えるほか、葉物野菜として加熱調理して利用する。
料理例：オカとベーコンの和え物
1. 1ポンドのオカを角切りにして、塩水で柔らかくなるまで茹でる。
2. 1/2ポンドのベーコンを賽の目切りにして、油で揚げる。
3. 湯切りしたオカとベーコンをマヨネーズで和え、香辛料で風味付けし生のチャイブを散らす。
4. 温かいうちに供する。

## 名称
学名 Oxalis tuberosa（オクサリス〔オキザリス〕・ツベロサ）の種小名 tuberosa は「塊根状の」の意で、地中に芋を作る性質によるもの。
「オカ」の呼称は、原産地のアンデス山脈においてスペイン人の侵入以前から本種を栽培してきたケチュア語話者によるもので、現代のスペイン語でもこの音を引き継いで oca と表記される。またスペイン語圏における地域名として、コロンビアで ibia、ベネズエラで cuiba、などの呼称がある。
英語でもスペイン語からの借用語で oca とするほか、1860年代に本種が食糧源としてチリからニュージーランドに導入された歴史からニュージーランド・ヤム（New Zealand yam）とも呼ばれる。ただし、本来の yam（ヤム・ヤムイモ、ヤマノイモ科ヤマノイモ属の農作物群）とは縁遠い植物である。
日本語ではスペイン語のカタカナ転写でオカと表記される。観葉植物や健康食品として苗や芋が流通する際には、流通名・商品名としてアンデスカタバミと称される場合もある。